# Alewijnse
Alewijnse is een Nederlandse onderneming die technische oplossingen levert voor de maritieme en industriële sector. Het bedrijf richt zich voornamelijk op elektrische installaties, systemen voor energieverdeling, opwekking en aandrijving, scheeps- en procesautomatisering, audio/video & IT en systemen voor veiligheid, navigatie en communicatie. Het bedrijf telt ruim 1.000 medewerkers wereldwijd en heeft eigen vestigingen in o.a. Nederland, Roemenië, Frankrijk en Vietnam. Het hoofdkantoor is gevestigd in Nijmegen.

## Geschiedenis

### Achtergrond
In 1883 werd de eerste gloeilampenfabriek van Nederland opgericht onder de naam N.V. Elektriciteits-Maatschappij, Systeem 'de Khotinsky'. Twee werknemers van dit bedrijf, Jos Roothaan en Cornelus Alewijnse, verlieten in 1888 het bedrijf om in Nijmegen hun eigen gloeilampenfabriek op te richten. In 1889 vestigden zij zich aan de Berg en Dalseweg in Nijmegen en de officiële naam van het bedrijf werd Roothaan en Alewijnse & Co, fabrikanten van electrotechnische artikelen. Men had ook dependances in Brussel en Amsterdam.
In 1896 werd de naam gewijzigd in NV electriciteits-maatschappij Phaëton. De oprichters voorzagen ook mogelijkheden om aanleg-en installatiediensten aan te bieden voor de publieke sector. In 1897 kregen zij de eerste concessie. Men kon de verlichting verzorgen en leveren voor de straten in de dorpen Ubbergen, Beek en Berg en Dal.

### Oprichting
In 1900 verliet Alewijnse de fabriek en vestigde zich als zelfstandig installateur en elektrotechnisch bureau aan de Waalkade in Nijmegen. Hij was in de periode 1900 tot 1909 ook vrijwillig werkzaam bij het medico-mechanisch Zanderinstituut, een fysiotherapeutische inrichting, waar een röntgenapparaat gebruikt werd. Alewijnse assisteerde van 1900 tot 1909 bij de installatie en het gebruik van röntgenbuizen voor het apparaat maar hielp ook als assistent bij de behandeling van patiënten.
Samen met vennoot Gerhardus ten Hoopen richtte hij in 1908 de separate Vennootschap van Koophandel op, de Firma C. Alewijnse en Co. In begin van de jaren 20 traden zijn drie zoons in dienst bij het bedrijf. In 1930 werd het bedrijf een NV en verkreeg ook de Electromotorenfabriek Dordt een deel van de aandelen.

### 1938-1992
Nadat oprichter Cornelis Alewijnse in 1938 overleed kregen twee van zijn zoons de leiding over het bedrijf, waaronder Cees Alewijnse. Onder hun leiding groeide het bedrijf verder en opende het in 1966 ook een kunststofverwerkende fabriek in Nijmegen, gevestigd aan de energieweg in Nijmegen. De fabriek maakte o.a. kunststofprodukten voor huishoudelijke apparaten.
Het bedrijf kreeg als gevolg hiervan een nieuwe structuur waar 2 dochterondernemingen onder vielen, de Alewijnse Kunstoffenfabriek en het Alewijnse Elektrotechnisch bedrijf.
In 1971 volgden overnames van het installatiebedrijf Denneboom Zwolle en GSI meet-en regeltechniek Vlaardingen.
Na een eerste ontslagronde in 1975 moest Alewijnse in 1977 haar kunststoffenfabriek vanwege zware verliezen sluiten en alle resterende 60 werknemers ontslaan. De sluiting raakte ook de bedrijven Ten Horn in Veendam (sluiting) en Duscosto (inkrimping) in Leeuwarden.
In 1980 verhuisde het elektrotechnisch bedrijf en de Holding naar de Energieweg in Nijmegen. 
Het bedrijf werd vooral actief op het gebied van scheepsinstallaties en opende vestigingen daartoe in Drachten, Sumar, Tiel, Delft en Rotterdam.

### 1992-heden
In 1992 ging Cees Alewijnse met pensioen en droeg hij de leiding over aan zijn zoons Dick en Michiel. Zij zorgden in 2013 voor het ontwikkelen van een eigen Alewijnse academy, om zo pas afgestudeerde studenten de gelegenheid te geven om zich binnen twee jaar op te werken naar een sleutelpositie binnen het bedrijf.
Door de neergang in de maritieme sector nam het orderboek af. Ook vertrokken grote industrieën uit Nijmegen (Sappi, Honig en de drukkerij van De Gelderlander). Het bedrijf koos voor grotere, complexe projecten die in een aantal gevallen te hoog gegrepen bleken en waarbij men soms onder de kostprijs moest gaan werken. De onderneming kwam daardoor in de problemen en voldeed in 2014 niet meer aan de kredietvoorwaarden van huisbank ABN Amro. Er kwam een herstelplan, de bank verleende tijdelijke vrijstelling van financiële condities, het krediet werd niet opgeëist en de familie Alewijnse stortte €1 miljoen kapitaal bij in de vorm van een aanvullende achtergestelde lening. De divisie gebouwenbeheer (220 medewerkers en €32 mln omzet) en Alewijnse Retail werden verkocht aan branchegenoot Spie Nederland. Ook diende de directie een adviesaanvraag in bij de ondernemingsraad voor een reorganisatie.
Dit bleek niet voldoende om het bedrijf winstgevend te maken. In 2018 werd het bedrijf overgenomen door Strong Root Capital en Commonwealth Investments en trad de familie Alewijnse terug uit het bedrijf.
Per 1 juni 2023 neemt Alewijnse branchegenoot Tijssen Elektro over.